# 平野嘉彦
平野 嘉彦（ひらの よしひこ、1944年 - ）は、ドイツ文学者、東京大学名誉教授。フランツ・カフカなど幻想的な作家を専門とする。

## 人物・来歴
1967年京都大学文学部卒業、1971年同大学院文学研究科独文学博士課程中退、大阪府立大学教養部助手（ドイツ語）、1975年同志社大学文学部専任講師（ドイツ語）、1979年助教授、1988年京大教養部助教授（ドイツ語）、1992年10月京大総合人間学部教授、1997年東大人文社会系研究科教授、2005年定年退任、名誉教授。

## 著書
- 『透明ドイツ文法』郁文堂 1990.4
- 『プラハの世紀末 カフカと言葉のアルチザンたち』岩波書店 1993.7
- 『カフカ 身体のトポス』(現代思想の冒険者たち) 講談社 1996.11
- 『獣たちの伝説 東欧のドイツ語文学地図』みすず書房 2001.11
- 『ツェラーンもしくは狂気のフローラ 抒情詩のアレゴレーゼ』未來社 2002.3
- 『マゾッホという思想』青土社 2004.7
- 『ホフマンと乱歩　人形と光学器械のエロス』みすず書房(理想の教室)2007
- 『死のミメーシス―ベンヤミンとゲオルゲ・クライス』岩波書店 2010.3
- Toponym als U-topie bei Paul Celan: Auschwitz - Berlin - Ukraine, Königshausen & Neumann, 2011.8
- 『ボヘミアの＜儀式殺人＞　フロイト、クラウス、カフカ』平凡社、2012
- 『土地の名前、どこにもない場所としての ツェラーンのアウシュヴィッツ、ベルリン、ウクライナ』法政大学出版局、2015.6

共編
- 『ドイツの世紀末 第2巻 プラハ ヤヌスの相貌』平田達治共編 国書刊行会 1986.12
- Kulturfaktor Schmerz, Christine Invanovic共編, Königshausen & Neumann, 2008.1

### 翻訳
- 『大理石像』アイヒェンドルフ ドイツ・ロマン派全集6 国書刊行会、1983
- テーオドール・W・アドルノ『アルバン・ベルク 極微なる移行の巨匠』法政大学出版局 叢書・ウニベルシタス、1983、新装版2014
- フリードリヒ・シュレーゲル「ルツィンデ」ドイツ・ロマン派全集12 国書刊行会、1990
- 『カフカ・セレクション』全3冊 ちくま文庫、2008 編訳
- ハンス・ディーター・ツィンマーマン『マルティンとフリッツ・ハイデッガー 哲学とカーニヴァル』平凡社、2015.3
- 『ザッハー=マゾッホ集成』全3冊（西成彦・中澤英雄 共訳・解説）人文書院、2024